# Фраскати
Фраскати (на италиански: Frascati) е град и община в Централна Италия, провинция Рим, регион Лацио. Разположен е в планината Албани на 21 км югоизточно от Рим. През 2009 г. наброява 21 039 жители.

## История
От древността тук се строят римски патрициански вили. Наблизо се намират руините на римския вилов град Тускулум.

## Икономика
Чистият въздух и известното Фраскати (вино) привличат туристите.

## Наука
Във Фраскати се намира лабораторията на Националния институт по ядрена физика (Istituto Nazionale di Fisica Nucleare, INFN), където през 50-те години е построен първият синхротрон в Италия, а през 60-те и електрон-позитронен колайдер (ADA на италиански: Anello Di Accumulazione). През 1968 във Фраскати започва да работи ADONE (големият AdA), който е първият колайдер на елементарни частици с енергия на снопа 1.5 GeV. През същия период INFN започва участието си в създаването на все по-мощни ускорители за нуждите на CERN.

## Култура
Вила Фалкониери (Villa Falconieri) във Фраскати служи за място на снимки на италианската теленовела Елиза.

## Известни вили във Фраскати
- Villa Aldobrandini
- Villa Falconieri
- Villa Torlonia (Frascati)
- Villa Parisi
- Villa Lancellotti
- Villa Tuscolana (o Rufinella)
- Villa Sora
- Villa Sciarra